# ANO 2011
ANO 2011 (zkratka ANO) je české pravicově populistické politické hnutí, které v roce 2012 založil podnikatel Andrej Babiš. Hnutí ANO 2011 navazuje na občanské sdružení Akce nespokojených občanů, které bylo založeno krátce předtím na podzim 2011 po několika veřejných vystoupeních Andreje Babiše ve sdělovacích prostředcích, ve kterých velmi kriticky hodnotil stav společnosti a silně kritizoval korupci. Hnutí se zaměřilo na voliče nespokojené s dosavadními etablovanými politickými subjekty. Mezi hlavní deklarované cíle ANO 2011 patří prosazení fungujícího státu a boj s korupcí. Zakladatel Andrej Babiš je od počátku předsedou hnutí. Od března 2013 byla jeho první místopředsedkyní Věra Jourová, která ale v říjnu 2014 v důsledku svého schválení do funkce evropské komisařky z vedení hnutí odešla. Dalšími tvářemi strany jsou v součanosti mj. předsedkyně poslaneckého klubu hnutí Alena Schillerová nebo 1. místopředseda hnutí Karel Havlíček.
Deklarovaným cílem hnutí je zúčastňovat se voleb na všech úrovních a prosazovat více podpůrné prostředí pro podnikatele a živnostníky, odstranit korupci a politikaření a podpořit růst zaměstnanosti. Předseda Babiš, který je od počátku dominantní postavou hnutí, je popsal jako „pravicovou stranu se sociálním cítěním“. Dne 14. listopadu 2014 bylo hnutí ANO na 35. kongresu Aliance liberálů a demokratů pro Evropu (ALDE), která působí jako politický subjekt v rámci Evropské unie, oficiálně přijato za jejího člena. Ideologií hnutí byla zpočátku technokratická varianta centristického populismu. Postupem času se však ideologicky posunulo více směrem k pravicovému populismu, což po volbách do Evropského parlamentu 2024 vyústilo v jeho vystoupení z Aliance liberálů a demokratů pro Evropu a spoluzaložení evropské frakce Patrioti pro Evropu. Z hlediska stranické typologie je ANO řazeno mezi strany typu firmy. Na sjezdu ANO v únoru 2019 definoval Andrej Babiš hnutí jako „catch-all-party“ – stranu pro všechny.
Krátce po svém vzniku hnutí výrazně uspělo ve volbách do Poslanecké sněmovny v roce 2013, ve kterých získalo 18,65 % hlasů a 47 mandátů, umístilo se tak na druhém místě za Českou stranou sociálně demokratickou (ČSSD). Tyto dvě strany vytvořily vládní koalici společně s KDU-ČSL. O rok dříve, tedy v roce 2012, několik kandidátů ANO neuspělo ve volbách do Senátu PČR.
Volby do Poslanecké sněmovny Parlamentu České republiky 2017 hnutí ANO vyhrálo se ziskem 29,64 % hlasů a 78 mandátů z 200. V letech 2018–2021 vládla v Česku druhá vláda Andreje Babiše, ve které byli zastoupeni politici za ANO a pět ministrů za ČSSD. Vládu podporovala od července 2018 do dubna 2021 Komunistická strana Čech a Moravy (KSČM).
Zatímco v minulosti hnutí veřejně prezentovalo jako liberální, během posledních let v něm zesílilo národně-konzervativní směřování, které spočívá také v tom, že někteří liberálnější členové hnutí postupně opustili, nebo také v tom, že se hnutí ANO stalo členem evropské frakce složené převážně z konzervativních stran. Zatímco v minulosti hnutí podporovalo přijetí eura, korespondenční volbu, stejnopohlavní manželství, ratifikaci Istanbulské úmluvy či Zelenou dohodu pro Evropu, poslední roky se ke jmenovaným tématům vyjadřuje spíše negativně. Vyloženě liberální křídlo reprezentovali bývalá eurokomisařka Věra Jourová, emeritní brněnský primátor Petr Vokřál či emeritní moravskoslezský hejtman Ivo Vondrák. Mezi liberálnější členy hnutí se řadí poslanec Robert Králíček, emeritní ministryně spravedlnosti Helena Válková, poslankyně Jana Pastuchová či primátor Zlína Jiří Korec, spíše konzervativní pozice pak zastávají poslanec Aleš Juchelka, poslanec Milan Brázdil, emeritní ministryně financí Alena Schillerová či poslanec Patrik Nacher.

## Historie

### Vznik
Politické hnutí ANO 2011 navazuje na sdružení Akce nespokojených občanů 2011 (v současnosti pod zkratkou ANO) založené v roce 2011 podnikatelem Andrejem Babišem na podporu jeho kritiky ekonomiky, společnosti a korupce, se kterou začal vystupovat ve sdělovacích prostředcích na podzim 2011. Sdružení získalo rychle podporu několika tisíc občanů. Ke dni 14. listopadu 2011, tedy 19 dní po založení sdružení, bylo pod výzvou podepsáno 10 142 občanů. 15. prosince 2011 se podpora dále zvýšila na 17 161. Sdružení se poté během roku 2012 transformovalo na politické hnutí ANO 2011 registrované 11. května 2012 v Praze.

### Volby do Poslanecké sněmovny Parlamentu ČR 2013
V březnu 2013 hnutí vypustilo ze zkratky rok založení a prezentuje se dále jen jako ANO. Se samostatnou kandidátní listinou hnutí poprvé kandidovalo v předčasných volbách do Poslanecké sněmovny konaných na podzim roku 2013. V nich obdrželo 927 240 hlasů (18,65 %) a se 47 mandáty se stalo druhou nejsilnější volební stranou. Hnutí ANO bylo nejúspěšnější volební stranou ve Středočeském, Libereckém, Královéhradeckém a Ústeckém kraji. V rámci hnutí byl nejúspěšnějším kandidátem lídr pražské kandidátní listiny Andrej Babiš s 18 955 preferenčními hlasy (19,62 %), za ním se umístil herec Martin Stropnický, který vedl jihomoravskou kandidátní listinu a získal 10 203 (10,25 %) preferenčních hlasů.

#### Program a veřejná prezentace hnutí

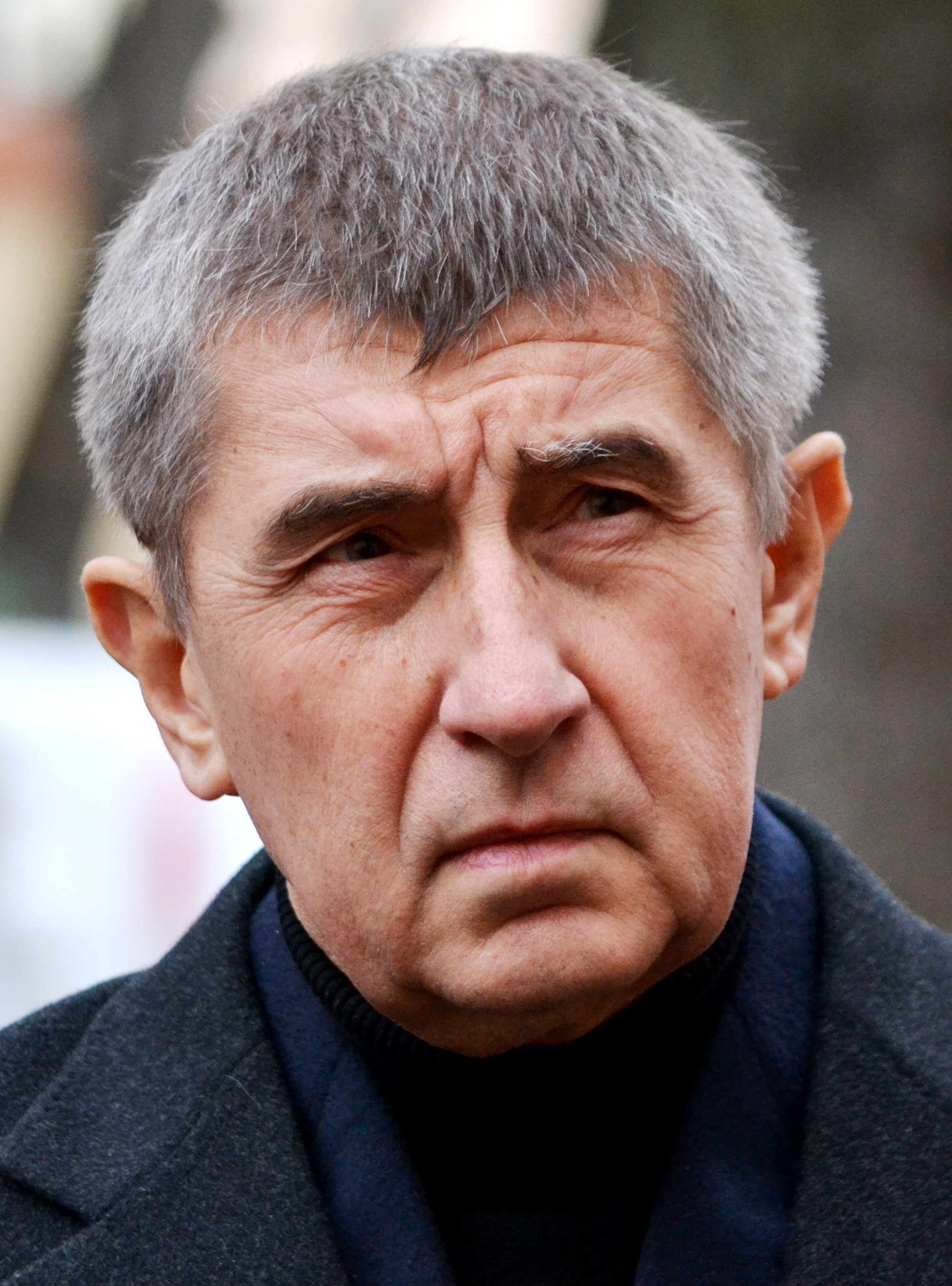
Zakladatel a lídr hnutí Andrej Babiš

Během předvolební kampaně v roce 2013 hnutí ANO 2011 zdůrazňovalo novost a nepolitičnost svých kandidátů v kontrastu se stávajícím establishmentem. Široce používalo například heslo Nejsme politici. Makáme. Samotný program hnutí byl však kritizován pro bezobsažnost a nekonkrétnost. Vzhledem k tomu, že hnutí vzniklo krátce před parlamentními volbami, nebyl program hnutí do začátku volební kampaně kompletní a doplňoval se a procházel změnami během předvolební kampaně.
Dle slov Andreje Babiše stála předvolební kampaň okolo sedmdesáti milionů korun. Mezi největší sponzory patřili sám Andrej Babiš (29,5 mil. Kč) a společnosti DEZA (10 mil. Kč), Lovochemie (6 mil. Kč), Precheza (6 mil. Kč.), Fatra (3 mil. Kč) a Synthesia (3 mil. Kč), všechny z holdingu Agrofert. Na úspěchu hnutí ve volbách se výrazně podílela poradenská společnost Penn Schoen Berland. Služeb této společnosti v minulosti využívala i strana ČSSD, pro kterou zpracovávala kampaně od roku 2006.
Těsně před termínem voleb se v médiích objevilo prohlášení, že „dvojka“ kandidátní listiny v Kraji Vysočina Miloslav Bačiak zatajil svou minulost důvěrníka u vojenské kontrarozvědky (tzv. „politruk“). Sám Bačiak slíbil, že v případě zvolení svůj mandát složí. Miloslav Bačiak nakonec byl zvolen se ziskem 1 207 preferenčních hlasů. Svůj poslanecký mandát složil 19. listopadu 2013. Babiš později prohlásil, že Bačiaka ihned vyloučili z ANO 2011. Hnutí do voleb vedli tři krajští lídři, kteří bývali členy Komunistické strany Československa, jmenovitě předseda hnutí Andrej Babiš, Martin Komárek a Josef Vozdecký.

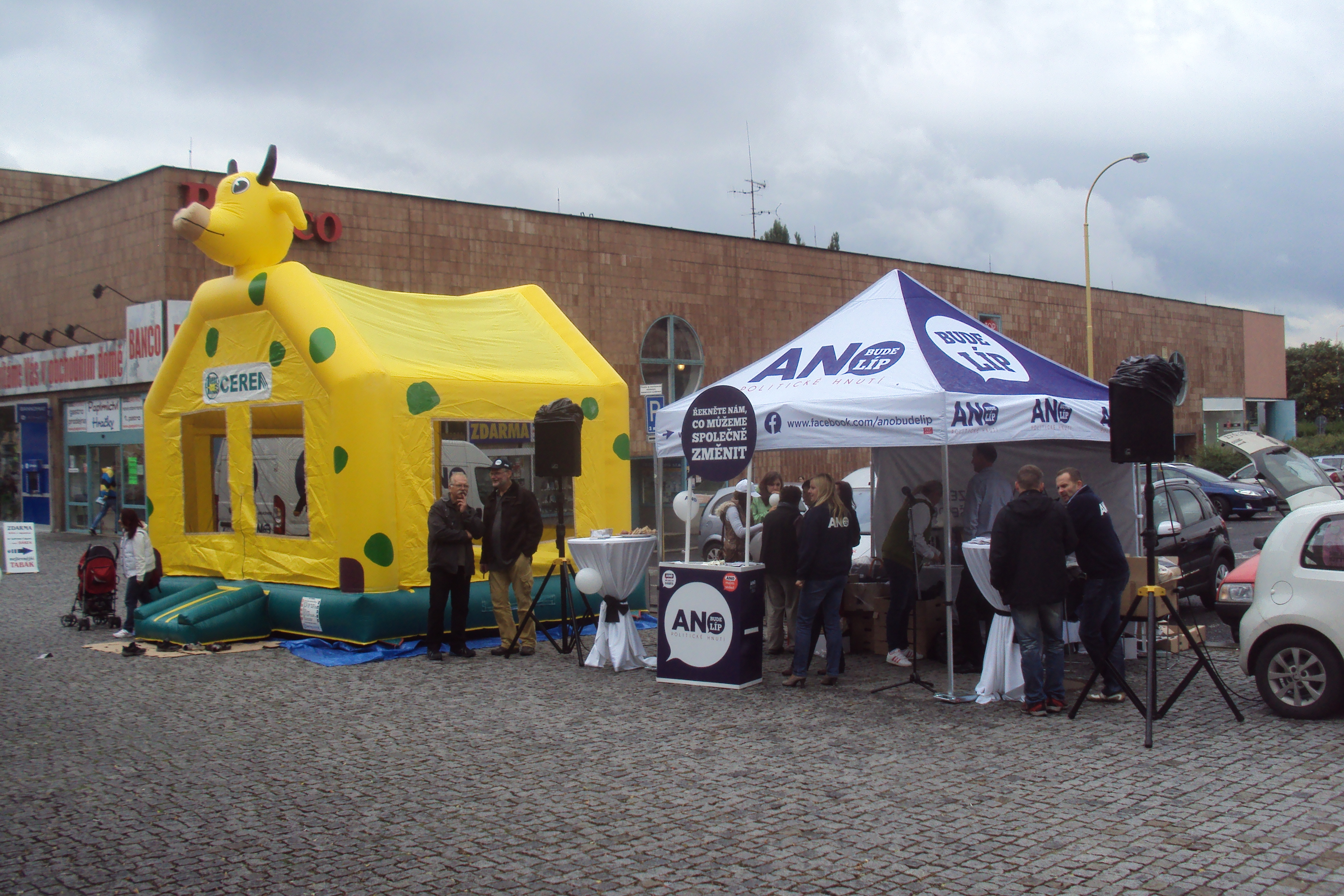
Předvolební míting v České Lípě, září 2013

Po volbách 2013 byl vedením strany schválen tzv. etický kodex, který poslance zavázal ke čtyřem bodům: zaprvé musí všechny návrhy zákona konzultovat se svým poslaneckým klubem, zadruhé během výkonu mandátu nesmějí přestoupit k jinému poslaneckému klubu, zatřetí při vážných tématech nesmějí hlasovat proti usnesení poslaneckého klubu a konečně začtvrté, každý měsíc musí věnovat sedm tisíc korun z platu hnutí ANO. Na dodržování kodexu dohlíží vedení poslaneckého klubu a poslanci, který tento kodex poruší hrozí pokuta až 52 000 korun. To je však díky ústavně garantovanému volnému mandátu poslanců právně nevymahatelná sankce.
Od 20. listopadu 2013 začali zástupci hnutí ANO jednat o společné vládě s ČSSD a KDU-ČSL. Hnutí ANO především usilovalo o zisk ministerstev financí, vnitra a pro místní rozvoj. Také trvalo na postu místopředsedy Poslanecké sněmovny, vedení pěti sněmovních výborů a obsazení funkcí prvních náměstků na ministerstvech, která nepovedou. Po volbách Babiš oznámil, že by mohl vést ministerstvo financí, ale prezident Zeman po ministrech požadoval lustrační osvědčení, které Babiš neměl a kvůli svému slovenskému soudnímu sporu ohledně své údajné spolupráce s orgány StB ho zatím ani získat nemohl. Navíc sám odmítl o osvědčení požádat. Babiš proto v listopadu 2013 začal preferovat vytvoření funkce vicepremiéra pro ekonomiku, kterou by obsadil.

#### Vládní koalice po volbách 2013
Dne 6. ledna 2014 byla podepsána koaliční smlouva politických stran ČSSD, ANO a KDU-ČSL. V Poslanecké sněmovně měla koalice většinu 111 hlasů. Vládu tvořilo sedmnáct ministrů, politické hnutí ANO získalo šest rezortů. Vicepremiérem a ministrem financí se stal Andrej Babiš, ministrem obrany Martin Stropnický, ministryní pro místní rozvoj Věra Jourová, ministrem životního prostředí Richard Brabec, ministryní spravedlnosti Helena Válková a ministrem dopravy Antonín Prachař. Po oznámení kandidátů se z řad ekologů snesla kritika na Richarda Brabce, který dříve působil v podniku Lovochemie (který vlastní Agrofert a který sponzoroval kampaň hnutí ANO), a tím prosazoval zájmy českého chemického průmyslu. Dne 29. 1. 2014, devadesát pět dní od konání voleb, jmenoval prezident Miloš Zeman vládu ČSSD, ANO a KDU-ČSL. Učinil tak poté, co se koalice zavázala k prosazení služebního zákona, který mimo jiné umožnil Andreji Babišovi se stát ministrem financí i bez dodání lustračního osvědčení.

### Volby do Evropského parlamentu 2014
V roce 2014 hnutí kandidovalo ve volbách do Evropského parlamentu. Lídrem kandidátní listiny byl zvolen Pavel Telička. Při v té době rekordně nízké účasti 18,2 % voličů hnutí získalo 244 501 hlasů (16,13 %) a 4 mandáty z celkového počtu 21. Z českých stran tak získalo nejvíce hlasů. Mandáty obdrželi Pavel Telička (s 50 784 přednostními hlasy), dále Petr Ježek, Dita Charanzová a Martina Dlabajová. Ihned po vyhlášení výsledků voleb předseda hnutí Andrej Babiš potvrdil, že započnou vyjednávání s evropskou frakcí Aliance liberálů a demokratů pro Evropu (ALDE). Na začátku června 2014 hnutí podalo oficiální žádost o přijetí s podporou bývalého evropského komisaře Pavla Teličky.

### Volby do Poslanecké sněmovny Parlamentu ČR 2017
Ve dnech 20. a 21. října 2017 proběhly volby do Poslanecké sněmovny Parlamentu ČR. Ty vyhrálo hnutí ANO 2011 s 29,64 % platných hlasů a v důsledku volebního systému získalo 78 poslaneckých mandátů z 200 (39 %). Heslem úspěšné kampaně bylo Makat a neblábolit. Těsně před volbami zaútočilo hnutí na ČSSD, kterou obvinilo z příprav „krádeže lithia“ (tzv. kauza lithium).
Podle průzkumu zpravodajského portálu Hlídací pes, jehož výsledky byly uveřejněny i v německém tisku, přeběhla při parlamentních volbách v říjnu 2017 mj. jedna třetina dřívějších přívrženců ČSSD a jedna čtvrtina přívrženců KSČM k Babišovu hnutí ANO 2011.

#### Program a veřejná prezentace hnutí

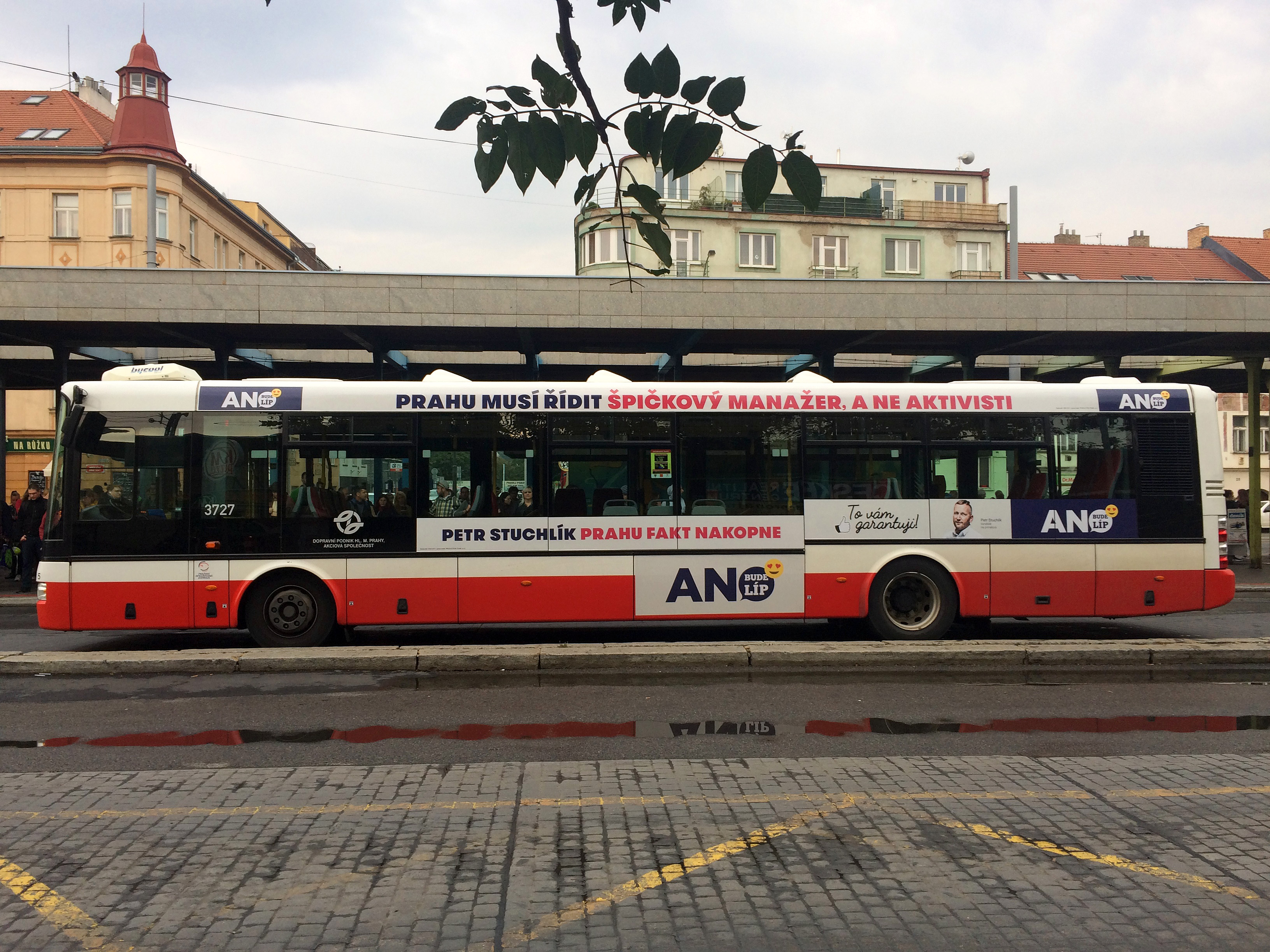
Kampaň hnutí před komunálními volbami 2018 v Praze

Programem hnutí ANO před volbami do Poslanecké sněmovny Parlamentu ČR 2017 byl růst ekonomiky, omezení předražených státních zakázek, rychlá výstavba dálnic, efektivní a transparentně fungující zdravotnictví a funkční justice. Zdůrazněny byly čtyři body:
- Bezpečnost: navýšení peněz pro zpravodajské služby a na armádu na 2 procenta HDP s cílem mít 30 až 35 tisíc vojáků vybavených špičkovou technikou; řešení migrace mimo evropský kontinent; zajištění potravinové soběstačnosti; v rámci energetické bezpečnosti výstavba dalších jaderných bloků a udržení kontroly státu nad zásobami lithia; nepřijímat euro
- Efektivní a hospodárný stát: snižovat dluh a hospodařit s přebytkem v závislosti na investičních možnostech; nízké daně a vyšší platy; zákonem o whistleblowingu ochránit oznamovatele korupce; digitalizace státní správy a centralizace nákupů; zlepšení zákona o státní službě
- Investice do naší země: rychlovlaky, nové kilometry silnic, výstavba škol, školek, jeslí, domovů důchodců, sportovišť, renovace vlakových nádraží, obnova památek; do roku 2021 postavit nové obchvaty a 170 kilometrů nových dálnic jako D3, D4, D11 a D35; opravy hradů, zámků a investice do zařízení pro kulturu; výstavba galerie pro Muchovu Slovanskou epopej v Praze
- Investice do našich lidí: učitelům během čtyř let zvýšit mzdy o 50 procent; nezavádět školné na vysokých školách; zvyšování důchodů; neprivatizovat zdravotnictví nebo potají zvyšovat spoluúčast pacientů; zrychlení nekonečných soudních stání a vymahatelnosti práva; dokončíme ratifikační proces Úmluvy o právech osob se zdravotním postižením podpisem Opčního protokolu[69]

#### Vládní koalice po volbách 2017
Prezident Miloš Zeman pověřil lídra ANO 2011 Andreje Babiše dne 31. října 2017 jednáním o sestavení nové vlády. Dne 6. prosince 2017 jej jmenoval premiérem. Podle vyjádření obou aktérů měla být vláda jmenována 13. prosince 2017, po seznámení prezidenta s ministerskými adepty. Podle Babiše prezident souhlasil s posunem termínu, aby se už jako předseda jmenované vlády mohl 14. prosince zúčastnit summitu prezidentů a premiérů Evropské unie v Bruselu. Zeman chtěl rovněž osobně podpořit získání sněmovní důvěry pro Babišovu vládu.

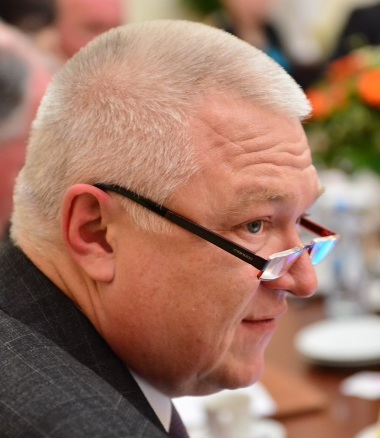
Jaroslav Faltýnek, předseda poslaneckého klubu hnutí v letech 2013–2021, klíčová postava hnutí kritizovaná pro své kauzy

Po ustavení své první vlády v prosinci 2017 odmítl Andrej Babiš vládní spolupráci s SPD a KSČM. Podle politologa Jiřího Pehe Babiš věděl, že by ho přímá účast těchto politických stran v jeho vládě mohla poškodit v očích těch nadnárodních organizací, na nichž závisí ekonomika i bezpečnost České republiky (tj. EU a NATO).
Po svém neúspěchu ve volbách se Česká strana sociálně demokratická (ČSSD) začala zabývat i otázkou, jak se má postavit k případné politické spolupráci s ANO 2011. První Babišovu menšinovou vládu nechtěla sociální demokracie podpořit, dočasný předseda strany Milan Chovanec však nevyloučil jednání s ANO 2011 při druhém pokusu Andreje Babiše o sestavení kabinetu. ČSSD se podle něj „mohla s ANO o budoucnosti země bavit, pokud jednání nebude mít formu diktátu“. Babiš sám zmínil, že na další vývoj bude mít vliv vedle tehdy se blížícího sjezdu ČSSD i kongres ODS v lednu 2018. Po sjezdu ČSSD, který se konal 18. února 2018, začala tato strana pod vedením svého nového předsedy Jana Hamáčka vyjednávat s ANO 2011 o účasti na vládě. Zatímco ČSSD pro sebe požadovala pět ministerských křesel včetně ministerstev vnitra a spravedlnosti (resorty, které mají váhu ve spojitosti s kauzou Čapí hnízdo), bylo ANO 2011 tehdy ochotno přiznat ČSSD jen čtyři ministerstva.
Začátkem dubna 2018 skončilo první vyjednávání mezi ČSSD a ANO 2011 o společné vládě neúspěchem. Jedním z důvodů byla tehdy neochota ANO 2011 přenechat sociálním demokratům post ministra vnitra. Představitelé ČSSD Jan Hamáček a Jiří Zimola navštívili 4. dubna prezidenta republiky Miloše Zemana. Podle informací Lidových novin jim prezident doporučil trvat na svých požadavcích a neustupovat. Premiér v demisi Andrej Babiš byl podle svých slov připraven podřídit se Zemanově vůli. „Když prezident řekne, že pověří vyjednáváním o vládě někoho jiného z hnutí ANO, tak to budu akceptovat,“ řekl Babiš.
Prezident Zeman dne 6. června 2018 podruhé jmenoval Andreje Babiše premiérem a vyzval jej, aby mu předložil seznam příštích členů vlády, se kterými se chtěl seznámit. Od 27. června 2018 je Babiš poté, co jej prezident Zeman podruhé jmenoval premiérem, předsedou své druhé vlády. Tuto menšinovou vládu sestavil jak ze zástupců ANO 2011, tak ČSSD. Babiš a ministři složili do rukou prezidenta předepsaný slib. Prezident Zeman nejmenoval ministrem zahraničí zástupce sociálních demokratů a poslance Evropského parlamentu Miroslava Pocheho, takže toto ministerstvo vede zatím z pověření předseda strany a ministr vnitra Jan Hamáček. ČSSD obdržela ve vládě celkově pět křesel včetně jí zprvu odepíraného ministerstva vnitra, ANO 2011 dostala deset křesel. 10. července podepsalo hnutí ANO 2011 s ČSSD koaliční smlouvu. Dne 12. července 2018 krátce po půlnoci získala Babišova vláda důvěru Poslanecké sněmovny poměrem hlasů 105 (pro) ku 91 (proti). Přispěla k tomu Komunistická strana Čech a Moravy, která již před sestavením vlády měla v úmyslu ji podpořit při hlasování o důvěře a posléze ji tolerovat.
Vláda byla ze strany části veřejnosti a opozice často kritizovaná pro absenci reforem, rozhazování státních prostředků, uplácení některých voličských skupin, nedostatečnou aktivitu na evropské scéně a kauzy premiéra Babiše i dalších představitelů hnutí (kauza Čapí hnízdo, kauza Stoka, střet zájmů premiéra Babiše, kauza Faltýnkův diář, kauza Pandora Papers a další).[zdroj?] Kriticky byla hodnocena rovněž závislost vlády na komunistické straně a spolupráce hnutí ANO s hnutím SPD.[kým?] Během pandemie covidu-19 pak bylo hnutí ANO kritizováno za nezvládnutí této pandemie a za časté střídání ministrů (během půl roku byl ministr zdravotnictví vyměněn pětkrát).[kým?]

### Volby do Poslanecké sněmovny Parlamentu ČR 2021
Heslem kampaně hnutí bylo Budeme se za vás rvát. Až do roztrhání těla. Během kampaně představitelé hnutí a zejména premiér Babiš opakovaně útočili na opoziční koalice, zejména na koalici Piráti a Starostové, o které šířili dezinformace. Dle průzkumů bylo hnutí před volbami favoritem (kromě období jara 2021), přesto však ve volbách překvapivě skončilo až druhé. Získalo 27,12 % hlasů a 72 mandátů, oproti minulým volbám si tak pohoršilo, ne však výrazně. Po volbách oznámil šéf hnutí odchod do opozice.

### Kandidát na prezidenta České republiky
Hnutí ANO mělo záměr postavit svého stranického kandidáta již několik měsíců před oficiálním oznámením, kdo se jím stane. Spekulovalo se nejen o předsedovi hnutí Andreji Babišovi, ale i o dalších významných představitelích hnutí, například o prvním místopředsedovi Karlu Havlíčkovi nebo předsedkyni poslaneckého klubu Aleně Schillerové. Podle Havlíčka bylo možných kandidátů přibližně pět.
Dne 30. října 2022 oznámil v TV Nova Andrej Babiš svůj záměr kandidovat do funkce prezidenta České republiky. Původně měl být oficiální kandidát oznámen 26. října, kvůli nákaze Andreje Babiše covidem-19 byl termín přesunut na 31. října 2022, kdy se také uskutečnila tisková konference.
V 1. kole voleb skončil Andrej Babiš se ziskem 34,99 % hlasů na druhém místě a postoupil do 2. kola. Prezidentem ale nebyl zvolen, když ho ve druhém kole voleb porazil armádní generál ve výslužbě Petr Pavel, který získal 58,32 % hlasů.

### Volby do Evropského parlamentu 2024
V květnu 2023 vydala frakce ALDE, jíž je hnutí ANO v Evropském parlamentu od roku 2014 členem, prohlášení týkající se účasti předsedy hnutí Andreje Babiše na konferenci konzervativců (CPAC), kterou hostil maďarský premiér Viktor Orbán. Prověřila, zda hnutí ANO stále zastává liberální hodnoty slučující se se směřováním frakce.

## Programové teze hnutí
Sdružení vystupovalo původně pod následujícími výzvami:
- Chceme funkční a právní stát
- Chceme spravedlivou a nezadluženou společnost
- Chceme budoucnost bez korupce
- Chceme výkonnou veřejnou správu
- Chceme lepší budoucnost pro své děti
- Chcete se podílet na změnách v politice a společnosti

Základní teze k 15. srpnu 2012 zněly:
- Aby stát začali řídit zkušení, slušní a odpovědní lidé, kteří prokázali své schopnosti
- Aby se zde dalo slušně žít, aby nejen odborníci, ale ani naše děti neodcházely do zahraničí
- Aby skončilo systémové rozkrádání státu pod dohledem stávajících politických stran
- Aby politici na občany tupě nepřenášeli náklady za svoji neschopnost a lhostejnost
- Aby se kvůli reformním „pokusům-omylům“ vlády nezhroutil důchodový, zdravotnický či školský systém

## Kontroverze

### Kauza Stoka
Podle obžaloby se jednalo v tzv. kauze Stoka o systém korupce při zadávání veřejných zakázek v letech 2015 až 2019, přičemž za úplatky kolem 10 % ceny zakázky ve výběrových řízeních vyhrávala předem určená firma. Hlavním aktérem stal místostarosta a radní městské části Brno-střed za hnutí ANO Jiří Švachula, pro kterého žalobkyně navrhla trest 14 let odnětí svobody. Spolu s ním bylo obviněno dalších 10 lidí a dvě firmy.
Policisté vyjádřili podezření z korupce také u Jiřího Faltýnka, syna prvního místopředsedy hnutí Jaroslava Faltýnka. Oba zmiňoval obviněný Švachula v policejních odposleších jako příjemce úplatků. Jiří Faltýnek v této souvislosti pozastavil členství v ANO a rezignoval na místo poradce poslance Rostislava Vyzuly (ANO). Hnutí opustil bývalý brněnský primátor Petr Vokřál i jeho někdejší náměstek pro investice Richard Mrázek, s blízkým vztahem na Švachulu.
Hnutí ANO po medializaci kauzy rozpustilo brněnskou organizaci. Policejní vyšetřování se v červnu 2020 rozšířilo na dalších 26 osob a jednu firmu, u nichž se prokázaly úplatky ve výši 100 tisíc korun až dva miliony korun. Podle žalobce šlo o desítky zakázek v celkovém objemu nejméně za 330 milionů korun. Podle Hospodářských novin uplácelo v Brně 90 % firem.
V kauze Stoka je jedním z obviněných také bývalý místostarosta části Brno-sever za Občanskou demokratickou stranu Jiří Hos, který je od 3. listopadu 2020 pohřešován a pátrá po něm policie.
Rozsudek padl 31. května 2022. Bývalý radní městské části Brno-střed Jiří Švachula byl odsouzen k 9,5 roku odnětí svobody a bývalý místostarosta městské části Brno-Ivanovice za ANO Petr Liškutin dostal jen podmíněný trest. Vinnými soud uznal dalších sedm obžalovaných a dvě firmy. Saman El-Talabani byl potrestán šesti lety vězení a peněžitým trestem milion korun. Podnikatel Pavel Ovčarčin dostal trest šest let vězení. Podnikatel Lubomíru Smolka si odnesl trest tři roky podmíněně odložených na pět let, stejný jako bývalý technický náměstek na správě nemovitostí městské části Petr Kosmák nebo bývalý politik ODS Jiří Hosa. Podnikatelé Luboš Krejčí a Michal Unzeitig byli potrestání jedním rokem vězení podmíněně odloženým na dva roky. Soud uložil i letité zákazy výkonu činnosti ve funkci statutárního orgánu a část kauzy vrátil k dořešení státnímu zastupitelství.

## Odchody významných členů
- 2016:
  - Antonín Prachař, ministr dopravy, na protest proti činnosti prvního místopředsedy hnutí Jaroslava Faltýnka
- 2017:
  - Pavel Telička, místopředseda Evropského parlamentu, někdejší lídr voleb do EP, zahraničněpolitický mluvčí ANO, pro názorové neshody s Andrejem Babišem
- 2018:
  - Robert Pelikán,[95] někdejší ministr spravedlnosti, pro názorový rozchod s hnutím
  - Petr Ježek, poslanec EP za ANO, na protest proti podpoře ANO pro Miloše Zemana v prezidentské volbě
  - Martin Stropnický,[96] někdejší ministr zahraničních věcí, odchod z politiky
- 2020:
  - Petr Vokřál, bývalý primátor města Brna a připravovaný lídr kandidátky ANO pro krajské volby v Jihomoravském kraji, kvůli neochotě hnutí ANO řešit korupční kauzu Stoka a pro nesouhlas se směřováním hnutí
  - Adriana Krnáčová, bývalá primátorka hlavního města Prahy, pro nesouhlas s vedením hnutí Andrejem Babišem
  - spoluzakladatelka hnutí Radka Maxová, kvůli odklonu hnutí od původních idejí a prosazování marketingových zájmů v rámci hnutí[97]
  - Pavel Staněk, poslanec hnutí
- 2021:
  - Ivan Pilný, bývalý poslanec a ministr financí, kvůli nesouhlasu se směřováním hnutí
- 2023:
  - Tomáš Macura, primátor Ostravy a bývalý člen předsednictva hnutí, kvůli nesouhlasu se směřováním hnutí
  - Ivo Vondrák, hejtman Moravskoslezského kraje, poslanec a bývalý místopředseda hnutí, kvůli nesouhlasu se směřováním hnutí
- 2024:
  - Věra Jourová, bývalá poslankyně a česká eurokomisařka (2014–2024), odchod z politiky

## Volební výsledky hnutí a volební preference

Výsledky ANO 2011 ve volbách do Poslanecké sněmovny v roce 2013

Výsledky ANO 2011 ve volbách do Poslanecké sněmovny v roce 2017

Výsledky ANO 2011 ve volbách do Poslanecké sněmovny v roce 2021

### Poslanecká sněmovna
| Volby | Počet hlasů | Změna     | Hlasy v % | Změna v % | Počet mandátů | Změna | Pozice  |
| ----- | ----------- | --------- | --------- | --------- | ------------- | ----- | ------- |
| 2013  | 927 240     | –         | 18,65     | –         | 47/200        | ▲ 47  | vláda   |
| 2017  | 1 500 113   | ▲ 572 873 | 29,64     | ▲ 10,98   | 78/200        | ▲ 31  | vláda   |
| 2021  | 1 458 140   | ▼ 41 973  | 27,12     | ▼ 2,52    | 72/200        | ▼ 6   | opozice |

### Senát
| Volby | Mandáty | Celkem |
| ----- | ------- | ------ |
| 2014  | 4/27    | 4/81   |
| 2016  | 3/27    | 7/81   |
| 2018  | 1/27    | 8/81   |
| 2020  | 1/27    | 5/81   |
| 2022  | 3/27    | 5/81   |
| 2024  | 8/27    | 12/81  |

### Prezidentské volby
| Volby | Kandidát     | Hlasování | Počet hlasů | Hlasy v % | Výsledek             |
| ----- | ------------ | --------- | ----------- | --------- | -------------------- |
| 2023  | Andrej Babiš | 1. kolo   | 1 952 213   | 34,99     | postoupil do 2. kola |
| 2023  | Andrej Babiš | 2. kolo   | 2 400 046   | 41,67     | nezvolen             |

### Volby do Evropského parlamentu
| Volby | Počet hlasů | Změna     | Hlasy v % | Změna  | Počet mandátů | Změna |
| ----- | ----------- | --------- | --------- | ------ | ------------- | ----- |
| 2014  | 244 501     | –         | 16,13     | –      | 4             | –     |
| 2019  | 502 343     | ▲ 257 842 | 21,18     | ▲ 5,05 | 6             | ▲ 2   |
| 2024  | 776 158     | ▲ 273 815 | 26,14 %   | ▲ 4,96 | 7             | ▲ 1   |

### Volby do Zastupitelstva hl. m. Prahy
| Volby | Lídr             | Hlasy     | %     | Mandáty | Změna | Pořadí | Pozice  |
| ----- | ---------------- | --------- | ----- | ------- | ----- | ------ | ------- |
| 2014  | Adriana Krnáčová | 4 574 610 | 22,08 | 17/65   | ▲ 17  | 1.     | koalice |
| 2018  | Petr Stuchlík    | 3 893 968 | 15,37 | 12/65   | ▼ 5   | 5.     | opozice |
| 2022  | Patrik Nacher    | 4 559 782 | 19,34 | 14/65   | ▲ 2   | 2.     | opozice |

### Zastupitelstva obcí
Celkové výsledky
| Volby | Počet hlasů | Změna       | Hlasy v % | Změna  | Počet mandátů | Změna | Mandáty v % | Změna  |
| ----- | ----------- | ----------- | --------- | ------ | ------------- | ----- | ----------- | ------ |
| 2014  | 14 464 711  | –           | 14,61     | –      | 1 606         | –     | 2,58        | –      |
| 2018  | 16 660 363  | ▲ 2 195 652 | 14,92     | ▲ 0,31 | 1 670         | ▲ 64  | 2,70        | ▲ 0,12 |
| 2022  | 18 923 075  | ▲ 2 262 712 | 17,63     | ▲ 2,71 | 1 748         | ▲ 78  | 2,83        | ▲0,13  |

## Loga hnutí

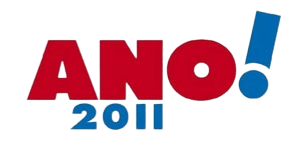
Logo hnutí v roce 2012
Logo hnutí od roku 2012

## Vedení hnutí
- 1. sněm (2012)
  - předseda Andrej Babiš
  - místopředsedové:
    - Jaroslav Faltýnek
    - Radka Maxová
- 2. sněm (2013):
  - předseda Andrej Babiš
  - místopředsedové:
    - 1. místopředsedkyně Věra Jourová
    - Jana Valinčičová
    - Jan Hammer
    - Peter Harvánek
    - Hana Greplová
- 3. sněm (2015):
  - předseda Andrej Babiš
  - místopředsedové
    - 1. místopředseda Jaroslav Faltýnek
    - Petr Vokřál
    - Jaroslava Jermanová
    - Radmila Kleslová
    - Jan Volný
- 4. sněm (2017):
  - předseda Andrej Babiš
  - místopředsedové:
    - 1. místopředseda Jaroslav Faltýnek
    - Martin Stropnický
    - Petr Vokřál
    - Richard Brabec
    - Jaroslava Jermanová
- 5. sněm (2019):
  - předseda Andrej Babiš
  - místopředsedové:
    - 1. místopředseda Jaroslav Faltýnek
    - Richard Brabec
    - Petr Vokřál
    - Radek Vondráček
    - Jaroslava Pokorná Jermanová
- 6. sněm (2022):
  - předseda Andrej Babiš
  - místopředsedové:
    - 1. místopředseda Karel Havlíček
    - Alena Schillerová
    - Richard Brabec
    - Ivo Vondrák
    - Radek Vondráček
- 7. sněm (2024):
  - předseda Andrej Babiš
  - místopředsedové:
    - 1. místopředseda Karel Havlíček
    - Alena Schillerová
    - Richard Brabec
    - Radek Vondráček
    - Robert Králíček

### Sněmy hnutí

#### Sněm v roce 2015
Ve dnech 28. února a 1. března 2015 se v Praze konal III. sněm hnutí. Andrej Babiš na něm obhájil post předsedy (získal 186 hlasů = 100 % z platných odevzdaných hlasovacích lístků), 1. místopředsedou se stal Jaroslav Faltýnek (získal 153 hlasů ze 188 možných, tj. 82 %). Řadovými místopředsedy byli zvoleni v prvním kole Petr Vokřál (125 hlasů, tj. 66 %), Jaroslava Jermanová (124 hlasů, tj. 66 %), Radmila Kleslová (109 hlasů, tj. 58 %) a ve třetím kole Jan Volný (96 hlasů, tj. 51 %).

#### Sněm v roce 2017
Ve dnech 25. a 26. února 2017 se v Praze konal IV. sněm hnutí. Andrej Babiš na něm obhájil post předsedy (získal 195 hlasů = 95 % z platných odevzdaných hlasovacích lístků) a Jaroslav Faltýnek pak pozici 1. místopředsedy (získal 142 hlasů, tj. 69 %). Řadovými místopředsedy byli zvoleni Martin Stropnický (174 hlasů), Petr Vokřál (173 hlasů), Richard Brabec (171 hlasů) a Jaroslava Pokorná Jermanová (169 hlasů).

## Činitelé hnutí

### Předsednictvo
Na VII. sněmu ANO 2011, který se konal dne 10. února 2024 v Praze, bylo zvoleno předsednictvo hnutí v následujícím složení:
- předseda – Andrej Babiš, poslanec PČR
  - 1. místopředseda – Karel Havlíček, místopředseda Poslanecké sněmovny a místopředseda poslaneckého klubu
    - místopředsedkyně – Alena Schillerová, předsedkyně poslaneckého klubu
    - místopředseda – Richard Brabec, místopředseda poslaneckého klubu
    - místopředseda – Radek Vondráček, předseda Ústavně právního výboru Poslanecké sněmovny
    - místopředseda – Robert Králíček, poslanec PČR a zastupitel městské části Praha 4
      - členka předsednictva – Jana Pastuchová, místopředsedkyně poslaneckého klubu a zastupitelka města Jablonec nad Nisou
      - člen předsednictva – Ladislav Okleštěk, poslanec PČR a zastupitel Olomouckého kraje
      - člen předsednictva – Jaroslav Bžoch, poslanec PČR
      - člen předsednictva – Radim Holiš, hejtman Zlínského kraje a zastupitel města Rožnov pod Radhoštěm
      - člen předsednictva – David Kasal, poslanec PČR a zastupitel města Chrudim
      - člen předsednictva – Roman Kubíček, poslanec PČR a zastupitel města České Budějovice
      - člen předsednictva – Roman Zarzycký, zastupitel Plzeňského kraje a primátor statutárního města Plzně
      - člen předsednictva – Josef Bělica, poslanec PČR, zastupitel Moravskoslezského kraje a primátor statutárního města Havířov

### Stínová vláda
Stínový kabinet hnutí ANO v čele s Karlem Havlíčkem tvoří 13 ministrů a 3 zmocněnci. Poprvé zasedl 20. ledna 2022.
- premiér, průmysl a obchod – Karel Havlíček
- finance – Alena Schillerová
- místní rozvoj – Klára Dostálová
- životní prostředí – Richard Brabec
- obrana – Lubomír Metnar
- spravedlnost – Radek Vondráček
- vnitro – Jana Mračková Vildumetzová
- školství – Jana Berkovcová
- zdravotnictví – Kamal Farhan
- doprava – Martin Kolovratník
- práce a sociální věci – Aleš Juchelka
- zemědělství – Margita Balaštíková
- kultura – Jaroslava Pokorná Jermanová
- zahraničí – Jaroslav Bžoch
- ochrana spotřebitelů – Patrik Nacher
- IT a digitalizace – Robert Králíček
- sport – Jan Richter

### Poslanecká sněmovna
Poslanecký klub hnutí ANO měl pro funkční období 2021–2025 72 členů, z toho 21 tvoří ženy. Poté, co klub opustil Ivo Vondrák, má 71 členů. Jeho předsednictvo pracuje v následujícím složení:
- předsedkyně – Alena Schillerová
  - 1. místopředseda – Jaroslav Faltýnek
    - místopředseda – Karel Havlíček
    - místopředseda – Patrik Nacher
    - místopředsedkyně – Jana Mračková Vildumetzová
    - místopředseda – Richard Brabec
    - místopředseda – Aleš Juchelka
    - místopředsedkyně – Jana Pastuchová
    - místopředseda – Milan Feranec

Podle sněmovních dohod náleží ANO vedení následujících šesti poslaneckých výborů:
- Mandátový a imunitní výbor – předsedkyně Helena Válková
- Ústavně právní výbor – předseda Radek Vondráček
- Výbor pro mediální záležitosti – předseda Aleš Juchelka
- Výbor pro obranu – předseda Lubomír Metnar
- Výbor pro vědu, vzdělání, kulturu, mládež a tělovýchovu – po odvolání Ivo Vondráka neobsazeno[106]
- Výbor pro veřejnou správu a regionální rozvoj – předseda Ladislav Okleštěk

Poslaneckému klubu ANO náleží podle sněmovních dohod dva místopředsednické posty ve vedení Poslanecké sněmovny. Do této funkce byla již v 1. kole volby zvolena Jana Mračková Vildumetzová. Druhým místopředsedou byl v únoru 2022 zvolen Karel Havlíček. V souvislosti s kauzou Dozimetr na tuto funkci oznámila v září 2022 rezignaci. V listopadu 2022 pak byla nahrazena Klárou Dostálovou.

### Senát
Senátorský klub ANO a SOCDEM tvoří 6 členů, z toho 4 nominovaní hnutím ANO, 1 nominovaný SOCDEM a 1 společný nominant.
Seznam senátorů zvolených za hnutí ANO:
- Miroslav Adámek (předseda klubu)

- Ladislav Václavec (2. místopředseda klubu)
- Ondřej Feber
- Zdeněk Matušek
- Věra Procházková

### Evropský parlament
Hnutí ANO zvítězilo v roce 2019 ve volbách do Evropského parlamentu v Česku, a získalo tak šest europoslaneckých mandátů. Europoslanci za ANO jsou členy evropské strany Aliance liberálů a demokratů pro Evropu a v rámci Evropského parlamentu zastupují frakci Obnovme Evropu. Poslankyně Radka Maxová v průběhu volebního období vystoupila z hnutí ANO a přešla do evropské frakce S & D, kde reprezentovala ČSSD jako nezávislá. Také Dita Charanzová a Martina Dlabajová ohlásily v červnu 2023, že za ANO nebudou do Evropského parlamentu dále kandidovat.
Seznam europoslanců zvolených za hnutí ANO:
- Dita Charanzová (místopředsedkyně Evropského parlamentu)
- Martina Dlabajová
- Martin Hlaváček
- Ondřej Knotek
- Ondřej Kovařík

### Kraje
| Kraj                 | Koalice                                                    | Hejtman                    |
| -------------------- | ---------------------------------------------------------- | -------------------------- |
| Plzeňský kraj        | ANO, STAN, Pro náš kraj                                    | Kamal Farhan               |
| Karlovarský kraj     | ANO s podporou Volba pro kraj                              | Jana Mračková Vildumetzová |
| Ústecký kraj         | ANO, ODS, Lepší Sever                                      | Richard Brabec             |
| Královéhradecký kraj | ANO, HLAS samospráv, koalice SPD, Trikolora, PRO, Svobodní | Petr Koleta                |
| Kraj Vysočina        | ANO, SOCDEM, SPD s podporou Stačilo! a STAN                | Martin Kukla               |
| Olomoucký kraj       | ANO, koalice SPD, Trikolora, PRO, Svobodní                 | Ladislav Okleštěk          |
| Moravskoslezský kraj | ANO, SPD, Trikolora, PRO                                   | Josef Bělica               |
| Zlínský kraj         | ANO, koalice Starostové pro Zlínský kraj, TOP 09           | Radim Holiš                |

### Statutární města
| Město          | Koalice                                            | Primátor                |
| -------------- | -------------------------------------------------- | ----------------------- |
| Ostrava        | ANO, ODS, KDU-ČSL, Piráti, TOP 09                  | Tomáš Macura            |
| Plzeň          | ANO, PRO PLZEŇ, Piráti, STAN                       | Roman Zarzycký          |
| Olomouc        | ANO, ProOl, Piráti, spOL                           | Miroslav Žbánek         |
| Ústí nad Labem | ANO, SPD, Trikolora                                | Petr Nedvědický         |
| Pardubice      | ANO, ČSSD, SNK ED, VČ, PP21                        | Jan Nadrchal            |
| Zlín           | ANO, STAN, KDU-ČSL, ODS, Piráti                    | Jiří Korec              |
| Havířov        | ANO, HPH, ČSSD, KDU-ČSL, ODS, STAN, TOP 09         | Josef Bělica            |
| Opava          | ANO, ČSSD, KDU-ČSL, Zelená pro Opavu               | Tomáš Navrátil          |
| Chomutov       | ANO, Nový Sever, KSČM                              | Marek Hrabák            |
| Karlovy Vary   | ANO, Karlovaráci, ODS s podporou Soukromníků a MK  | Andrea Pfeffer Ferklová |
| Děčín          | ANO, Volba pro Děčín, Piráti, Změna pro Děčín, ODS | Jiří Anděl              |
| Prostějov      | ANO, ODS, Pévéčko                                  | František Jura          |
| Přerov         | ANO, ODS, KDU-ČSL, TOP 09                          | Petr Vrána              |

### Krajští předsedové
- Praha – Ondřej Prokop
- Středočeský kraj – Karel Havlíček
- Jihočeský kraj – Roman Kubíček
- Plzeňský kraj – Roman Zarzycký
- Karlovarský kraj – Jana Mračková Vildumetzová
- Ústecký kraj – Jan Richter
- Liberecký kraj – Jitka Volfová
- Královéhradecký kraj – Petr Koleta
- Pardubický kraj – Jiří Rejda
- Kraj Vysočina – Martin Kukla
- Jihomoravský kraj – Alena Schillerová
- Olomoucký kraj – Ladislav Okleštěk
- Moravskoslezský kraj – Josef Bělica
- Zlínský kraj – Radim Holiš